# Mirococcopsis teberdae
Mirococcopsis teberdae är en insektsart som först beskrevs av Danzig 1985.  Mirococcopsis teberdae ingår i släktet Mirococcopsis och familjen ullsköldlöss. Inga underarter finns listade i Catalogue of Life.